# 義大利郵政

商標

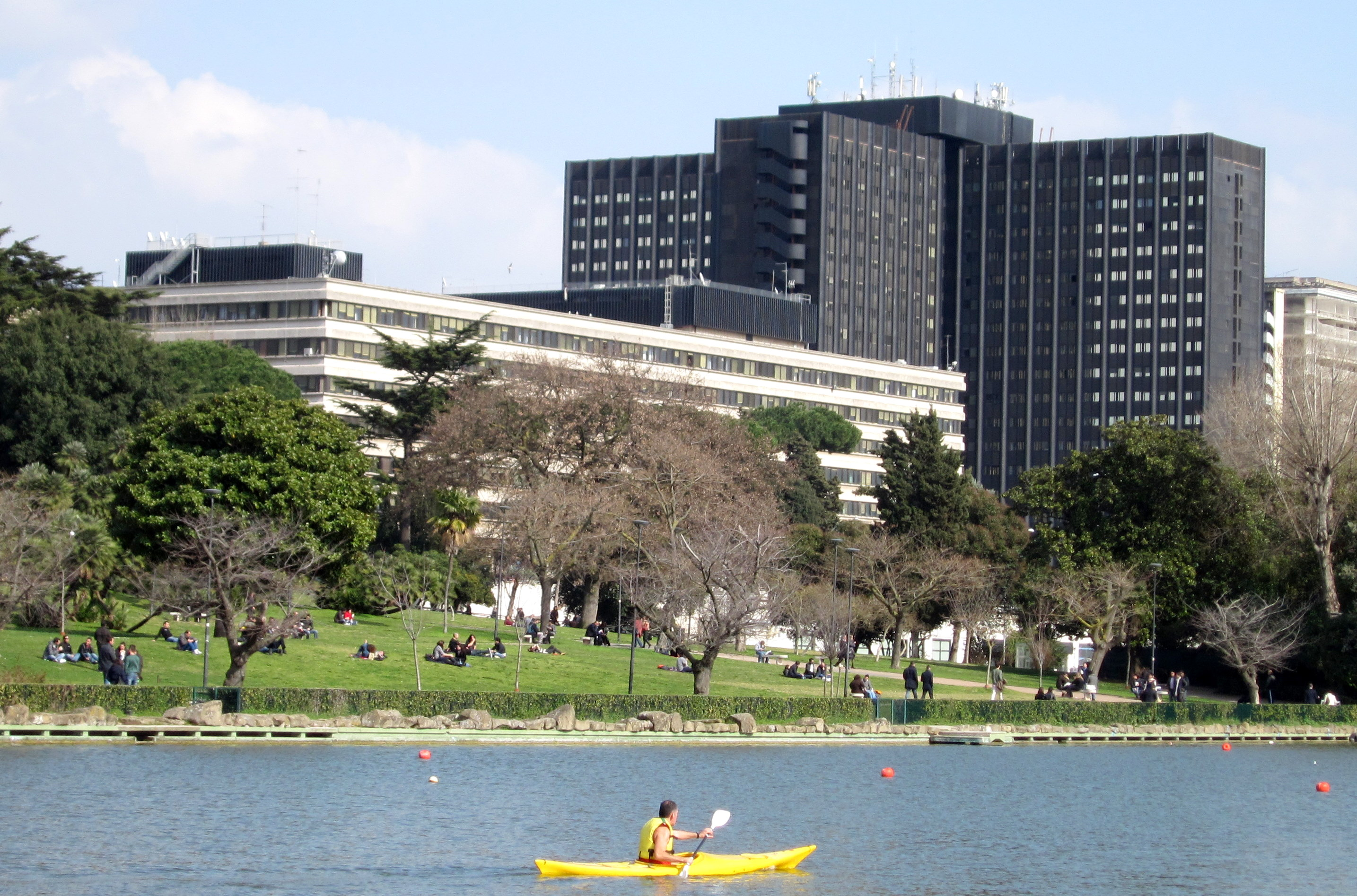
位於羅馬的總部

義大利郵政（義大利語：Poste Italiane，PT），是義大利的郵政服務提供企業。義大利郵政在1862年立法設立。2015年10月27日，義大利郵政股票公開上市。現在義大利郵政擁有約12,000個郵局，僱傭有約120,155名員工。

## 外部連結
- 官方网站